# Vergiate
Vergiate (lombardul: Vergiaa) település Olaszországban, Varese megyében. Lakosainak száma 8641 fő (2023. január 1.). Vergiate Casale Litta, Golasecca, Mercallo, Mornago, Sesto Calende, Somma Lombardo, Varano Borghi, Arsago Seprio és Comabbio községekkel határos.

## Népesség
A település népességének változása:
| Lakosok száma | 8745 | 8711 | 8641 |
|               | 2017 | 2018 | 2023 |